# 亚什兰集团
亚什兰集团（英語：Ashland Inc.）是一家美国化学工业公司。

## 历史
1924年成立于美国卡特利茨堡 (肯塔基州)。最初是一家石油公司，主要生产特种化学品，逐渐成为一家多元公司，服务于个人护理、建筑涂料、汽车、施工、能源、饮食、和制药等领域。主要有特种添加剂和高性能材料两大业务部门。